# Жетисайська міська адміністрація
Жетиса́йська міська адміністрація (каз. Жетісай қаласы әкімдігі, рос. Жетысайская городская администрация) — адміністративна одиниця у складі Жетисайського району Туркестанської області Казахстану. Адміністративний центр та єдиний населений пункт — місто Жетисай.
Населення — 44105 осіб (2021; 36494 у 2009, 30487 у 1999, 27807 у 1989).
2023 року до складу міської адміністрації передано 0,74 км² Жанааульського сільського округу, 0,02 км² Каракайського сільського округу та 0,004 км² Казибекбійського сільського округу.